# Detektor mikrometeoroidów
Detektor mikrometeoroidów – urządzenie do rejestrowania uderzeń mikrometeoroidów. Stosowane do badania ilości pyłu w przestrzeni kosmicznej.
Najprostszymi detektorami są:
- mikrofony piezoelektryczne – uderzenie powoduje powstanie sygnału elektrycznego
- kondensatory – przebicie dielektryku powoduje chwilowe zwarcie i rozładowanie
- siatki druciane pod napięciem – przerwanie drucika powoduje przerwę w obwodzie elektrycznym.